# 5185 Alerossi
5185 Alerossi eller 1990 RV2 är en asteroid i huvudbältet som upptäcktes den 15 september 1990 av den amerikanske astronomen Henry E. Holt vid Palomarobservatoriet. Den är uppkallad efter Alessandro Rossi.
Asteroiden har en diameter på ungefär 13 kilometer.